# دييغو روزا (لاعب كرة قدم)
دييغو روزا (بالبرتغالية: Diego Rosa‏) هو لاعب كرة قدم برازيلي في مركز الوسط، ولد في 12 أكتوبر 2002 في سالفادور في البرازيل.

## وصلات خارجية
- دييغو روزا (لاعب كرة قدم) على موقع قاعدة بيانات كرة القدم.إي يو (الإنجليزية)
- دييغو روزا (لاعب كرة قدم) على موقع ليكيب (الفرنسية)
- دييغو روزا (لاعب كرة قدم) على موقع Soccerway.com (الإنجليزية)
- دييغو روزا (لاعب كرة قدم) على موقع عالم كرة القدم.نت (الإنجليزية)